# 宇宙纪元
宇宙紀元（英語：Cosmic Era，通稱C.E.），為GUNDAM系列作品之一的《机动战士GUNDAM SEED》系列所采用的纪元。包含《机动战士GUNDAM SEED》（下稱《SEED》）、《機動戰士GUNDAM SEED DESTINY》（下稱《SEED DESTINY》）、《機動戰士鋼彈 SEED C.E.73 STARGAZER》（下稱《STARGAZER》）及相關外传等，C.E.作為整個系列故事的背景、世界觀與时间轴。C.E.與GUNDAM系列作品中的元祖Universal Century（通稱U.C.、宇宙世紀）有部分相似之处，不過C.E.纪元較偏重对基因改造、族群冲突的描述，而有別於宇宙世紀較富神秘主義風格的新人類（New Type）概念。
《SEED》的续篇《SEED DESTINY》的問世，使得C.E.成为繼U.C.之后首支拥有二部以上TV版动画的纪元，另外C.E.亦是GUNDAM系列作品中除U.C.外，唯一拥有MSV（Mobile Suit Variations）的第二大系列。
目前U.C.仍是所有鋼彈纪元中最为龐大的，單以「動畫」這一媒體而言，四十多年的時間讓它發展出四部獨立TV版，七部OVA和其編輯成的電影和OVA，十多部劇場版（其中六部是作為兩套三部曲形式）。在C.E.之前，《新機動戰記GUNDAMW》的A.C.纪元是繼U.C.之後发展最完善的，其擁有TV版、OVA和劇場版各一部。

## C.E.系列作品
- 機動戰士GUNDAM SEED：TV動畫版本篇共50话 + After Phase。
- GUNDAM EVOLVE 08：《SEED》的一个外传动画短片。
- 機動戰士GUNDAM SEED ASTRAY：漫畫版外传，描述C.E.71年世界其他國家（勢力）、人物和機體之間的戰事。
- 機動戰士GUNDAM SEED X ASTRAY：漫畫版外傳，ASTRAY的續篇。
- GUNDAM EVOLVE 06：由《X ASTRAY》剧情衍生的动画短片。
- 機動戰士GUNDAM SEED ASTRAY R & 機動戰士GUNDAM SEED ASTRAY B：漫畫版外傳，X ASTRAY的續篇。
- 機動戰士GUNDAM SEED Special Edition：TV動畫版的總集編OVA，包含《虚空的战场》、《遥远的拂晓》、《鸣动的宇宙》。
- 机动战士GUNDAM SEED Destiny：TV動畫版本篇共50话 + Final Plus。
- 机动战士GUNDAM SEED Destiny Special Edition：TV動畫版的總集編OVA，包含《破碎的世界》、《各自的劍》、《命運的業火》、《自由的代償》。
- 機動戰士GUNDAM SEED Destiny ASTRAY：漫畫版外传，描述C.E.73年世界其他國家（勢力）、人物和機體之間的戰事。
- 机动战士GUNDAM SEED C.E.73 STARGAZER：OVA版外傳共3話，側面描寫SEED Destiny中的地球軍特殊部隊幻痛及其參與局部戰役的故事。
- 机动战士GUNDAM SEED C.E.73 Delta ASTRAY：漫畫版外傳，Destiny ASTRAY的續篇。
- 機動戰士GUNDAM SEED FRAME ASTRAYS：漫畫版外傳，DELTA ASTRAY的續篇。
- 機動戰士GUNDAM SEED VS ASTRAY：漫畫版外傳，FRAME ASTRAYS的續篇。
- 機動戰士GUNDAM SEED DESTINY ASTRAY R & 機動戰士GUNDAM SEED DESTINY ASTRAY B：漫畫版外傳，VS ASTRAY的續篇。ASTRAY R在HOBBY JANAN上刊载，ASTRAY B在电击HOBBY上刊载。
- 機動戰士GUNDAM SEED FREEDOM：劇場版，SEED DESTINY的續篇。

## C.E.系列平台

### "X"plosion GUNDAM SEED
"X"plosion的X表示「未知的事物」，同時發音有著英語Explosion(爆發)的雙關，Xplosion是兩者意義的結合，有著「無限的可能性」的意味在 。
2006年5月7日，官方於「Sony Music Anime Festival'06」上發表「"X"plosion GUNDAM SEED」公式網站，以及「劇場版 機動戰士鋼彈 SEED（暫稱）」製作決定的情報引發轟動。官方表示正啟動全新的企劃，2006年春季以後將有新的映像、活動等陸續展開；今後關於SEED世界的總合情報，都將於「"X"plosion GUNDAM SEED」上率先揭露。官方更宣稱SEED邁向新的階段，將大範圍進行映像、OVA、漫畫、活動等企劃。一般認為，官方準備將C.E.的生命延續下去，在各種媒體上推出相關作品，將其打造為與U.C.相提並論的宏大世界。
同年6月各大動畫專門雜誌均確認「劇場版 機動戰士鋼彈 SEED（暫稱）」製作決定的新聞，「"X"plosion GUNDAM SEED」網頁上宣稱這將是「機動戰士GUNDAM F91」以來鋼彈系列的首部完全新作電影。然而結果卻是只聞樓梯響，自OVA「機動戰士鋼彈 SEED C.E.73 STARGAZER」依照預定推出之後，數年來公式網站僅零星更新漫畫版ASTRAY系列和TV動畫版DVD-BOX發售的情報，包括劇場版在內的其他企劃有如消失一般不再被提及。
2007年10月，TV動畫版「機動戰士鋼彈 00」播映，SEED則呈現停滯狀態。
2008年4月，腳本家兩澤千晶於雜誌訪談上表示由於卵巢和子宮頸腫瘤的手術，自身仍在療養中導致劇場版企劃的延宕，待病況恢復後將會回到工作上。
2008年6月，「"X"plosion GUNDAM SEED」發表1/100 MG威力型脈衝鋼彈模型將同捆特別宣傳用影片，強調CG映像製作的「PHASE-IMPULSE」。
2008年8月，「"X"plosion GUNDAM SEED」發表監督福田己津央與SEED劇組重要成員一起介紹「PHASE-IMPULSE」的對談，此影片後來頗受好評。
2009年1月，監督福田己津央於SUNRISE的新年廣播節目上表示欲製作劇場版，並透露「今年會發表一些正式消息吧...希望可以。」
2009年3月，「機動戰士鋼彈 00」的劇場版公開，SEED的劇場版無進一步情報。
2010年9月，「劇場版 機動戰士鋼彈 00 -A wakening of the Trailblazer-」於日本公映。
2010年11月，「"X"plosion GUNDAM SEED」發表SEED/SEED Destiny Special Edition DVD-BOX的發售預定情報。
2011年4月，機械設定大河原邦男於Twiiter上對於留言詢問SEED劇場版的回覆是「為電影而做的（機械）設計已完成80%」、「製作預定並未取消」、「六月份會有GUNDAM新作發表」。
2011年6月13日，鋼彈新作「機動戰士鋼彈 AGE」製作發表，同年同月25日漫畫版「機動戰士鋼彈 THE ORIGIN」動畫化發表，沒有SEED相關消息。
2011年8月26日，「"X"plosion GUNDAM SEED」發表「SEED HD Remaster Project」，SEED系列兩部TV動畫作品將於十週年的2012年啟動高畫質再錄製企劃，畫面尺寸升級為16:9，加入新規作畫與新編樂曲，並以Blu-ray BOX的形式發售。
過去二、三年間，亦有不少觀眾於福田己津央的Twiiter上多次留言詢問關於新作的事，福田皆以SUNRISE內部要求謹守保密義務為由表示無可奉告，只能請大家期待。
2012年元月1日，SEED HD Remaster於日本BS11電視台開始播映，這是首度鋼彈舊作高畫質化後還能再次作為TV節目的。
2012年6月16日，官方舉辦「SEED PARTY 2012～星空集會～PHASE-1.0」，這是一場集合監督福田己津央和主要角色聲優的Talk Show，交流分享SEED製作之心得及秘辛。
2012年9月30日，官方舉辦「SEED PARTY 2012～星空集會～PHASE-2.0」。
2012年11月25日，SEED HD Remaster播畢，官方同時發表「SEED DESTINY HD Remaster」。
2012年12月1日，官方舉辦「SEED PARTY 2012～星空集會～PHASE-3.0」。
2013年4月7日，SEED DESTINY HD Remaster於日本BS11電視台開始播映。
官方預定於2014年2月21日舉辦「SEED PARTY 2014～命運集會～FINAL PHASE」作為兩年來SEED HD Remaster Project完結的慶祝活動。

## C.E.系列的MS

### 《機動戰士GUNDAM SEED》（C.E. 70年 - C.E. 71年）
OMNI
1. GAT-01 攻擊刃（Strike Dagger）
2. GAT-X105 突擊GUNDAM（Strike Gundam）
3. GAT-X131 瘟神GUNDAM（Calamity Gundam）
4. GAT-X252 禁斷GUNDAM（Forbidden Gundam）
5. GAT-X370 獵殺GUNDAM（Raider Gundam）

ZAFT
1. YMF-01B 原型基恩（Prototype Ginn）
2. TFA-2 薩伍特（ZuOOT）
3. UMF-4A 古恩（GOOhN）
4. UMF-5 佐諾（ZnO）
5. ZGMF-X13A 天意GUNDAM（Providence Gundam）
6. AMF-101 迪因（DINN）
7. GAT-X102 決鬥GUNDAM（Duel Gundam）
8. GAT-X103 暴風GUNDAM（Buster Gundam）
9. GAT-X207 閃電GUNDAM（Blitz Gundam）
10. GAT-X303 神盾GUNDAM（Aegis Gundam）
11. ZGMF-515 席古（CGUE）
12. ZGMF-600 蓋茲（GuAIZ）
13. ZGMF-LRR704B 長距離強行偵察複座型基恩（Long-Range Reconnaissance Ginn）
14. TMF/A-802 巴庫（BuCUE）
15. TMF/A-803 拉寇（LaGOWE）
16. ZGMF-1017 基恩（GINN）

ORB、三艦同盟
1. MBF-M1 M1異端式（M1 Astray）
2. GAT-X103 暴風GUNDAM（Buster Gundam） ※原ZAFT MS
3. MBF-02 嫣紅突擊（Strike Rouge）
4. ZGMF-X09A 正義GUNDAM（Justice Gundam）
5. ZGMF-X10A 自由GUNDAM（Freedom Gundam）

### 《機動戰士GUNDAM SEED C.E.73 STARGAZER》（C.E. 73年）
DSSD
1. UT-1D 民用異端式（Civilian Astray）
2. GSX-401FW 觀星者GUNDAM（Stargazer Gundam）

ZAFT
1. TMF/A-802W2 地獄三頭犬型巴庫（Kerberos Bucue）
2. ZGMF-1017 基恩暴徒式（GINN Insurgent Type）

幻痛
1. GAT-01A2R 殲滅刃（Slaughter Dagger）
2. GAT-X102-2 尉藍決鬥GUNDAM（Blu-Duel Gundam）
3. GAT-X103AP 翠綠暴風GUNDAM（Verde-Buster Gundam）
4. GAT-X105E+AQM/E-X09S 漆黑突擊GUNDAM（Strike-Noir Gundam）

### 《機動戰士GUNDAM SEED DESTINY》（C.E. 69年 - C.E.74年）
ZAFT
1. UWMF/S-1 基恩WASP（Ginn WASP）
2. UMF/SSO-3 亞修（Ash）
3. TFA-4DE 加茲伍特（Gazuoot）
4. UTA/TE-6P 吉奧古恩（Geo Goohn）
5. ZGMF-X23S 救星GUNDAM（Saviour Gundam）
6. ZGMF-X42S 命運GUNDAM（Destiny Gundam）
7. ZGMF-X56S 脈衝GUNDAM（Impulse Gundam）
8. AMRF-101C AWACS迪因（AWACS Dinn）
9. ZGMF-601R 蓋茲R（Guaiz R）
10. ZGMF-X666S 傳說GUNDAM（Legend Gundam）
11. TMF/A-802 巴庫（Bucue）
12. AMA-953 巴比（Babi）
13. ZGMF-1000 薩克戰士（Zaku Warrior）
14. ZGMF-1001 薩克幽靈（Zaku Phantom）
15. ZGMF-1017 基恩（Ginn）
16. ZGMF-1017 基恩 儀典用裝飾型（Ginn Ceremonial Decoration Type）
17. ZGMF-1017M2 高機動基恩2型（Ginn High Maneuver Type II）
18. ZGMF-2000 古夫烈焰型（Gouf Ignited）
19. ZGMF-X19A 無限正義GUNDAM（Infinite Justice Gundam）
20. ZGMF-X20A 攻擊自由GUNDAM（Strike Freedom Gundam）
21. ZGMF-X88S 蓋亞GUNDAM（Gaia Gundam）
22. ZGMF-XX09T 德姆騎兵（Dom Trooper）

幻痛
1. GFAS-X1 破滅GUNDAM（Destroy Gundam）
2. GAT-01A1 刃式（Dagger）
3. GAT-02L2 刃式L（Dagger L）
4. GAT-02L2 黑刃L（Dark Dagger L）
5. GAT-04 威達（Windam）
6. YMAF-A6BD 薩姆札查（Zamza Zah）
7. YMAG-X7F 傑爾茲克（Gells Ghe）
8. ZGMF-X24S 混沌GUNDAM（Chaos Gundam）
9. ZGMF-X31S 深淵GUNDAM（Abyss Gundam）
10. ZGMF-X88S 蓋亞GUNDAM（Gaia Gundam）
11. GAT-333 獵殺GUNDAM制式機（Raider Full-Spec）
12. GAT-707E 渦漩禁斷（Forbidden Vortex）

ORB、三艦同盟
1. MBF-M01+EF-24R M1異端式伯勞裝備型（M1 Astray Shrike）
2. MVF-M11C 村雨（Murasame）
3. MVF-M11C 偵察型村雨（Recon Murasame）
4. ORB-01 曉（Akatsuki）
5. MBF-02 嫣紅突擊GUNDAM（Strike Rouge Gundam）
6. ZGMF-XX09T 德姆騎兵（Dom Trooper）
7. ZGMF-X10A 自由GUNDAM（Freedom Gundam）
8. ZGMF-X19A 無限正義GUNDAM（Infinite Justice Gundam）
9. ZGMF-X20A 攻擊自由GUNDAM（Strike Freedom Gundam）
10. ZGMF-X88S 蓋亞GUNDAM（Gaia Gundam）

## 編年表

### 69年之前
AD纪元
重建战争爆发。
前16年
喬治·葛倫出生（4月1日）。
1年
重建战争的中亞戰線（喀什米爾地區）使用了核彈（“最後之核”）。以此為契機，其後的世界紛爭結束的機會日漸升高。
4年
喬治·葛倫获得诺贝尔奖的提名。
5年
喬治·葛倫加入海軍。
9年
重建战争结束。由美國、英國、加拿大、冰島所組成的大西洋聯邦，由歐洲各國所組成的歐亞聯邦，由中國、台灣、日本與韓國（南韓和北韓已統一）所組成的東亞共和國等區域性組織相繼成立。联合国頒布Cosmic Era宇宙纪元曆法，並公佈新的宇宙開發計畫。因為重建战争而凍結的L1宙域第四代國際太空站—世界樹，再度開始建造。
10年
殖民衛星構想付諸實行。用於調運材料與組合基地為目的的哥白尼月面基地開始建造。曾因新瓶頸而停滯的宇宙商業再度盛行。喬治·葛倫加入大西洋聯邦的聯邦航空宇宙局（Federal Aeronautics and Administration）。大西洋聯邦設立聯邦宇宙軍（Federal Space Force）。歐亞聯邦、東亞共和國隨後也設立自己本國的宇宙軍。
11年
位在L1宙域的第四代國際太空站—世界樹完成。
12年
第一個可供平民居住的月面都市—哥白尼完成。聯邦航空宇宙局啟動木星探測計畫，喬治·葛倫以計畫主任的身分，成為計畫的領導人。公開木星往返船“齊奧爾科夫斯基”的建造計畫並在L1宙域的世界樹國際太空站開始建造木星往返船。
15年
木星往返船“齊奧爾科夫斯基”完工。齊奧爾科夫斯基內，搭載了後來的泛用型兵器機動戰士的始祖，具有覆於外部的骨架以及輔助動力裝備的宇宙作業服。在木星探測船“齊奧爾科夫斯基”出發時，喬治·葛倫發表了《喬治·葛倫的告白》，公開调整者的存在，並在網路上公開製造调整者詳細的科學資料。全世界就此究竟是對是錯而陷入混亂。各宗教界的威權認為此技術侵犯了“神的領域”而感到恐懼，將此技術認定為異端，甚至將閱讀有關資料視為背離教義。以自然環境保護為訴求的壓力團體「藍色宇宙」，對调整者的技術表示反對。
16年
舉行了討論调整者相關問題的“聯合國基因資源開發會議”。該會議通過了《關於改變人類基因的議定書》，全面禁止修改人類基因等事情。並針對喬治·葛倫一事，則待他在七年後歸來之時決定。然而，一部分的富裕階級卻極祕密地將其兒女製成调整者。
17年
祕密製造调整者的芝加哥醫院遭遇火災，發生了醫生、護士以及住院病患慘遭虐殺的事件。謠傳或許與「藍色宇宙」有關，但真相不明。根據大西洋聯邦與南美共和國所議定的共同開發計畫，開始在中美的巴拿馬建設「巴拿馬之門」。
21年
歐亞聯邦、南非統一機構在維多利亞湖畔，開始建設質量投射裝置「巧手」。
22年
“齊奧爾科夫斯基”到達木星圈。在衛星—歐羅巴附近的隕石中發現“證據01”並將該消息傳回地球。世界再度陷入混亂。聯邦航空宇宙局指示將化石攜回。西蓋爾·克萊因在斯堪的那維亞王國內極秘密地以调整者的身份誕生。
23年
派屈克·薩拉在大西洋聯邦極秘密地以调整者的身份誕生。
29年
喬治·葛倫帶著“證據01”自木星歸來。化石運到了L5宙域的研究用殖民衛星—黃道，進行詳細的調查。調查委員會提出報告表示“完全無法找到其為假造品之可能性”，並作出“其智慧在鯨魚等級，或者是在此之上的可能性相當高”的結論。
30年
各宗教界的領導者參加“巴勒斯坦公會”討論“證據01”和调整者有關的問題，卻無法達到一致的結論。宗教界失去其權威。之後，调整者寬容論在世界蔓延。第一次调整者嬰兒潮開始。因宇宙商業的活躍，開始建造大量的殖民衛星。 L4宙域開始大量建造殖民衛星。歐普聯合首長國開始建造其質量投射裝置—輝夜及其資源衛星—海利歐波里斯。
31年
喬治·葛倫的軟禁被解除，並開始在黃道（Zodiac）殖民衛星調查“證據01”-鯨魚化石。該宇宙殖民地的外星生物研究所，慢慢成為宇宙中的一個大型研究機構。
35年
大西洋聯邦在托勒密隕石坑建造軍事基地的行動被發現。雖遭到國際非難，但是大西洋聯邦辯稱該基地是做為“宇宙員警機關”使用，並公開最初的MA系列。各勢力開始宇宙軍備競賽。歐亞聯邦開始建設宇宙要塞阿爾緹蜜斯。
38年
L5宙域的黃道（Zodiac）殖民衛星的規模擴大，並開始建造其他的殖民衛星。喬治·葛倫發表新型的天秤型宇宙殖民地構想，並且開始建造。由大西洋聯邦、東亞共和國、歐亞聯邦出資興建。L5宙域的新型殖民衛星群的所有行動由上述出資國組成的理事會決定。
40年
極祕密地製造的第一代调整者開始嶄露頭角，無論是在學術、藝術或運動各方面都很活躍。但也因此顯露调整者與自然人之間的明顯差別，反對勢力油然而生。信仰狂熱的天主教集團或伊斯蘭教基本教義激進派，甚至是「藍色宇宙」的基礎階層以及所謂的武裝性反基因差別主義團體逐漸在地下匯流，產生一個反调整者的聯合陣線，世界很快地開始呈現混亂的色彩。
41年
因第一世代的调整者間的婚姻，純血統的第二世代调整者開始誕生。由於其無疑地繼承其雙親的能力，因此新的議論又起。穆達·阿茲萊爾，在大西洋聯邦出生。
43年
西蓋爾·克萊因與派屈克·薩拉在L5宙域的宇宙殖民地從事建設時相遇。
11月29日
穆·拉·福拉卡，在大西洋聯邦以阿魯·塔·福拉卡之長子的身份出生。
44年
L5宙域的殖民衛星群的第一群天秤型殖民衛星十座（即日後的阿普裡利烏斯市）完成。因作為大規模的生產基地，因而稱之為「Prodution Location Ally on Nexas Technology」（P.L.A.N.T.）。
50年
爆發S2型流行感冒，幾乎沒有調整者受到感染；黄道联盟在西蓋爾·克萊因與派屈克·薩拉的領導下成立。
53年
喬治·葛倫被谋杀。凶手是一个年轻的自然人，他因痛恨自己不是调整者而对喬治·葛倫下黑手。P.L.A.N.T.最高评议会成立。
55年
2月5日
拉克絲·克萊因在P.L.A.N.T.誕生。
5月18日
悠連·響博士的超級調整者研發計畫的唯一完成品—基拉·大和出生。同日其自然人姊妹卡佳里·尤拉·阿斯哈出生。
10月29日
阿斯蘭·薩拉在P.L.A.N.T.誕生。
57年
由大西洋聯邦宇宙軍（FSF）、歐亞宇宙軍、東亞共和國（亞洲共和國）航太宇宙軍所組成的聯軍開始進駐P.L.A.N.T.周邊宇域（該部隊成為以後地球聯合軍的前身）。
西蓋爾·克萊因與派屈克·薩拉當選為P.L.A.N.T.最高評議會委員；另一方面，“黃道同盟”仍在進行活動，且其支持者也在逐漸增多。
58年
烏茲米·那拉·阿斯哈成為歐普聯合首長國的首席代表。軌道電梯天之御柱（Ame-no-Mihashira）的建造開始了。
60年～
P.L.A.N.T.逐漸演變為向地球供給能源、工業製品的供給地。使理事國繼續獲得越來越大的利益，並對P.L.A.N.T.施加越來越重的配額。與此同時，其他國家對P.L.A.N.T.的理事國的壟斷利潤越來越不滿。C.E.61年時派屈克·薩拉在反調整者組織的恐怖襲擊中倖存下來，使派屈克·薩拉感覺受到威脅，他將兒子阿斯蘭·薩拉送到月面都市—哥白尼留學。在月面都市哥白尼的初中，阿斯蘭·薩拉遇到了基拉·大和。C.E.62年時歐普聯合首長國捲入與大西洋聯邦的領海爭端。在C.E.63年P.L.A.N.T.的能源生產部門遭到藍色宇宙（Blue Cosmos）為首的恐怖分子的破壞。P.L.A.N.T.評議會委員關於暫停向地球傳輸能量的請求被理事國拒絕。因此，P.L.A.N.T.遭遇了嚴重的能源危機。為了抗議理事國的決定，P.L.A.N.T.技術人員組織了罷工。作為回應，理事國用他們的機動裝甲艦隊威脅P.L.A.N.T.。西蓋爾·克萊因和派屈克·薩拉成為尋求獨立於理事國的最高委員會派系的領導人。而要求P.L.A.N.T.內部獨立的呼聲越來越高。開發軍事化機動戰士的秘密項目在暗中開始進行。
65年
第一架機動戰士(MS)試作型一號研发完成；黄道联盟改名为自由条约黄道联盟（ZAFT），並加大活動力度，吸引更多支持者。
67年
自由条约黄道联盟以機動戰士（MS）試作型一號為基礎开发出具有戰鬥能力的機動戰士YMF-01B 原型基恩（PROTO GINN）。Maius市（5月）的一部分被秘密改造並開始生產機動戰士原型基恩。
68年
西蓋爾·克萊因當選P.L.A.N.T.最高評議會議長。
由自由条约黄道联盟所屬的議員佔據了最高評議會多數席位，遂決意一切以取得自治權跟貿易自主權為前提，並在一個月後的P.L.A.N.T.運營會議上向理事國表明了這一意向。
理事國對此極為不滿，並以武力回應。作為回應，P.L.A.N.T.開始集結軍隊和武器，並引發對峙。
「藍色宇宙」繼續發展壯大，並聲稱擁有數十萬成員（包括自稱的成員）。對地球上調整者的迫害越來越嚴重。至此，幾乎所有的調整者都移居到了P.L.A.N.T.。
P.L.A.N.T.评议会力求取得政治上和经济上的独立，西蓋爾·克萊因秘密訪問南美合众国和大洋洲聯盟，之後与南美合众国以及大洋洲连合兩國达成並簽署了食物输入以及工业输出协议。得知這些协议後，理事國要求西蓋爾·克萊因辭職和解散最高評議會，並要求P.L.A.N.T.完全放棄自治。當這些要求被忽視時，他們開始限制向P.L.A.N.T.的食品出口。
同年，从南美合众国输入食物的P.L.A.N.T.籍運輸船隊（包括貨船曼德爾布羅特號）遭到击沉，造成数百名调整者死亡，被稱為“曼德爾布羅特號事故”。使P.L.A.N.T.和地球聯合的紧张感一口气升到最高，以「曼德爾布洛號事件」為契機，在派屈克·薩拉指導下將「自由條約黃道同盟」解體、再編成，與P.L.A.N.T.內的警察保安組織合併，裝備了MS作為主力的Z.A.F.T.（扎夫特）就此創建並建軍。議員派屈克·薩拉從月面都市哥白尼那裡叫回了阿斯蘭·薩拉。阿斯蘭要求基拉·大和和他一起去P.L.A.N.T.。基拉留在哥白尼，但承諾他們有一天會再次見面。由於政局惡化，基拉的養父母決定帶他搬往歐普聯合首長國的資源衛星—海利歐波里斯。
69年
西蓋爾·克萊因議長決定在P.L.A.N.T.內開始生產糧食，並將尤尼烏斯市的7～10區改造成穀物生產基地，令理事國方面提出了警告，表示不惜動用武力也要制止此行為（阻止P.L.A.N.T.生產自己的食物）。理事國與P.L.A.N.T.爆發小規模衝突，扎夫特（ZAFT）部署了YMF-01B 原型基恩（PROTO GINN）進行防衛，最後以少勝多壓制了地球聯合軍的MA部隊並將其驅逐出P.L.A.N.T.周邊宇域。正是在這一點上，原型基恩的存在和扎夫特作為軍事組織的性質被公諸於世。
大西洋聯邦宇宙軍第4艦隊（後來的地球聯合第8艦隊）的哈爾巴頓上校發現了MS在宇宙戰鬥中的優勢，遂向司令部提交了代號為“G系列”的開發提案。大西洋联邦因而开始研发機動戰士。該提案卻被大西洋聯邦的高層拒絕，但在一些大西洋聯邦參議員的支持下繼續秘密進行。
在同年9月1日基拉·大和就讀於海利歐波里斯的工業學院。
在同年11月3日，由P.L.A.N.T.的國營軍事設計局的阿西莫夫设计局、海因莱因设计局、麦乌斯军事工社在YMF-01B 原型基恩（PROTO GINN）的基础上進行修改並共同开发出扎夫特的第一款泛用量產型機動戰士ZGMF-1017 基恩（GINN）而對其機體進行量產。在基恩大規模量產後，原型基恩從前線退役並用於新人駕駛員的訓練，其原有番號則變更為ZGMT-01，更名為「訓練型基恩」。
西蓋爾·克萊因議長要求理事國讓P.L.A.N.T.能夠完全自治和能進行平等的商業貿易。P.L.A.N.T.最高評議會多次試圖與理事國談判，但沒有收到任何回應。使P.L.A.N.T.最高評議會宣布：如果在CE 70年1月1日之前沒有收到回复，他們將停止向地球出口資源。理事國和P.L.A.N.T.之間的緊張關係開始升級。

### 70～72年
70年
1月1日
一名P.L.A.N.T.最高評議會成員在後來被稱為“未舉行的會議”中與來自理事國的代表會面。但在一場恐怖襲擊下奪去了一名理事國成員的生命。藍色宇宙（Blue Cosmos）則聲稱對這次襲擊負責，但當理事國顯然是幕後黑手時，P.L.A.N.T.停止了所有資源的出口。使這些依賴P.L.A.N.T.出口的理事國變得一貧如洗。而在理事國之一的大西洋聯邦的宣傳下導致地球上反P.L.A.N.T.和反協調員的情緒高漲。
2月5日
聯合國主持在月面都市哥白尼舉行的P.L.A.N.T.與理事國之間的會談，但會談的會場卻遭遇到炸彈恐怖袭击（哥白尼惨剧），地球方面理事國代表與聯合國秘書長以下的聯合國首腦群死亡。然而，P.L.A.N.T.方面的代表西蓋爾·克萊因議長因為太空船故障而遲到，因此逃過一劫。
2月7日
理事國之一的大西洋聯邦發表《阿拉斯加宣言》，宣称此次恐怖襲擊是P.L.A.N.T.所为，並指襲擊是對地球和自然人的宣戰。大西洋聯邦並宣布成立地球聯合，取代因首腦全數死亡而癱瘓的聯合國。
2月8日
歐普代表烏茲米·納拉·阿斯哈宣布：「以後不論事態如何，歐普始終貫徹獨立性、中立性的原則。」（《阿斯哈代表的中立宣言》）
2月11日
地球聯合軍對P.L.A.N.T.宣戰。從月面的托勒密基地開始侵略攻擊。此外，一名隸屬於藍色宇宙的軍官下令將一枚核彈秘密地運進MA空母“羅斯福”號內。
P.L.A.N.T.出動了MS部隊將敵軍殲滅。但由於受到核彈攻擊，120座P.L.A.N.T.宇宙殖民地中的一座，農業衛星“尤尼烏斯7號”遭到毀滅性的破壞，同時造成24萬3721人死亡，當中包括帕特里克·薩拉的妻子蕾諾亞·薩拉。地球方面則批評此事件是P.L.A.N.T.方面的自爆作戰。史稱血色情人節。
2月14日
由于尤尼乌斯7號受到袭击，血色情人節战争正式爆发。
2月18日
西蓋爾·克莱恩議長，在悼念“血色情人節”犧牲者的國葬之際，發表《獨立宣言》以及《對地球聯合的徹底抗戰》。（《黑衣（喪服）獨立宣言》）。並且，對未參加聯合軍的國家優先提供物資（《克萊因議長的積極中立勸告》）。非P.L.A.N.T.理事國的大洋洲聯合、南美合眾國接受此勸告。
2月19日
地球聯合以武力侵略親P.L.A.N.T.的南美合眾國，並對巴拿馬宇宙港進行了軍事壓制，南美大陸被併入大西洋聯邦。
2月20日
大洋洲聯合批評聯合軍侵攻中南美，並表明對P.L.A.N.T.的支持。亦即成為“親P.L.A.N.T.國家”，聯合軍以其屬盟國而對其宣戰。
2月22日
聯合軍通往月球的橋頭堡，即L1發生世界樹攻防戰，地球聯合軍投入第1～3艦隊。拉烏·魯·克魯澤駕駛基恩出擊，共擊墜MA37架、擊沉戰艦6艘，因功被授予星雲勳章。最終，世界樹崩壞，成為碎石帶的塵土。札多也將帶有能抑制核分裂能力的“中子干擾器”試驗性地投入實戰，雖然成功地證實了它的有效性，但在雙方的戰鬥中札多也不可避免地遭到極大的損害。
3月8日
扎夫特軍開始對地球進攻，在初次從軌道降落到地球的降下作戰中，侵略維多利亞宇宙港。然而，因為並未獲得地球上的戰力支持，因此失敗。（第一次維多利亞攻防戰）
4月1日
札夫特發動Operation Ouroboros，從地球的衛星軌道上降落散布「中子干擾器」(在中子干擾器底部，安裝了一枚可以鑽入地表數百米的鑽頭，在發動後會將整台干擾器埋進地中。雖然此舉可以避免被地球連合軍輕易破壞，卻同時為回收修理增加困難。干擾器倚靠地熱轉換為電力，除了偶然機會受到地殼變動而壓壞外，一般而言都以半自動運作，有效範圍極廣，即使只在地球放置數枚、又埋進地底中，其影響已足夠覆蓋全球）。使地球聯合的諸多國家因中子干擾裝置的影響而遭受嚴重的能源危機，國家陷入物資匱乏狀態，甚至有人餓死。民眾反P.L.A.N.T.、反調整者的情緒達到頂點。史稱愚人節危機。
4月2日
札多趁著混亂，發動卡奔塔利亞灣壓制戰。從軌道上把基地設施分批降落到親P.L.A.N.T.國家大洋洲聯合澳大利亞地區的港灣——卡奔塔利亞，並在48小時內完成了卡奔塔利亞基地的基礎建設。聯合軍太平洋艦隊前往迎擊，大敗收場。
4月17日
聯合軍第5、第6艦隊以P.L.A.N.T.本國為目標從托勒密發動進攻，並在P.L.A.N.T.管理下的資源衛星雅金·杜埃附近與札多交戰。P.L.A.N.T.評議會從防衛本國的角度出發，決議將雅金·杜埃改裝為防衛要塞。（第一次雅金·杜威攻防戰）。
5月3日
札多以托勒密為目標開始進攻聯合軍月面基地，並在月球內側的洛倫茲環形山設立了基地。雙方以格利馬爾迪環形山為界，將月球分為兩部分，不斷發生小規模的衝突（以後月面戰線就被稱為「格利馬爾迪戰線」）。
5月20日
卡奔塔利亞基地完成。將作為地面戰力而事先開發出的空戰用MS AMF-101 迪因（DINN）予以配備。
5月22日
札多以卡奔塔利亞為橋頭堡，正式開始對地球上的據點進行攻擊。開始進攻地中海地區。
5月25日
在卡薩布蘭卡海域，地球聯合軍（大西洋聯邦主力）的地中海艦隊與扎夫特軍潛水空母艦隊發生衝突，扎夫特軍於此次戰爭中初次使用水中用MS，大勝。之後開始由非洲北岸向南侵略、開始建設直布羅陀基地。
5月30日
扎夫特軍進攻聯合軍在北非所屬的阿萊曼，通稱阿萊曼攻防戰，別名阿萊曼會戰。扎夫特軍於此戰投入TMF/A-802 巴庫（BuCUE），大勝。（蘇伊士攻防戰）從此，札多由非洲北岸開始南下（“非洲戰線”）。此役之後，安德魯·包撲菲杜便被譽為“沙漠之虎”。
6月2日
在格利馬爾迪戰線的聯合重要資源供給基地恩底彌翁環形山展開攻防戰（格利馬爾迪戰線攻防戰）。在這場戰鬥中，穆·拉·福拉加駕駛MA莫比烏斯擊墜了5架基恩，被譽為“安德米翁之鷹”。拉烏·魯·克魯澤作為羅拉西亞級戰艦“伽伐尼號”的艦長參加戰鬥。因擊破第3艦隊的功績而得到提升的拉烏·魯·克魯澤得到新造的納斯卡級戰艦威薩利烏斯號，而克魯澤隊成為札多軍隊負責特殊任務的精英部隊。雖然遭受了第3艦隊全滅的慘痛打擊，但聯合軍刻意使用於破壞礦床、設施、及融化蘊含稀有金屬的冰塊的設備—“獨眼巨人”失控，擊破札多軍。由於這次敗退，札多放棄了格利馬爾迪戰線，暫時從月球撤退。
6月14日
東亞共和國所屬的資源衛星「新星」遭扎夫特軍侵略，爆發新星攻防戰，雙方均未取得決勝負的一擊，在將近一個月內不斷發生小規模的交鋒。期間，L4的宇宙殖民地群大多受損。
7月12日
聯合軍放棄此衛星，扎夫特軍將此衛星改造為軍用宇宙要塞波亞茲並移送到L5。後來地球聯合軍數次企圖奪回，未成。
自此時起，雙方間大規模軍事行動減少，不論是地球上或是宇宙中，不斷發生小規模衝突，全面陷入膠著狀態。為打開戰局，由第8艦隊司令哈爾巴頓準將所提出的開發聯合制MS的計畫（即G計劃）重獲採用，歐普的企業摩根雷堤社也涉入其中，連同作為運用艦的MS搭載型戰艦大天使號開始在海利歐波里斯進行正式開發。
9月20日
阿斯蘭·薩拉於士官學校畢業，和伊撒古·尊路、迪安卡·艾斯曼、尼哥路·亞瑪路芙菲等人一起被配屬於克魯澤隊。
10月22日
為了打破膠著的狀況及改善饑餓的狀態，及以結束戰爭為最終目標，在馬爾奇奧導師的斡旋下，地球聯合秘書長奧爾巴尼與克萊因議長一度計畫進行秘密會談。但是交涉最終還是破裂了。
71年
1月15日
太平洋北回歸線戰線的戰鬥激化，札多攻擊東亞共和國的高雄宇宙港。
1月20日
在海利歐波里斯，GAT-X系列及新型戰艦秘密出廠。
1月23日
高雄宇宙港陷落。
1月24日
在獲知聯合軍正在L3建造新型極秘密軍事衛星的情報後，克魯澤隊立即出擊。然而該情報是錯誤的，也並未發生戰鬥。但在歸航途中，克魯澤隊從潛入海利歐波里斯的間諜那裏得到了有關聯合軍MS的情報。
1月25日
為了奪取地球聯合軍委託歐普聯合首長國所開發的實驗型MS而進入海利歐波裡斯並成功奪取其中4台，只有一台MS沒有被奪，並讓調整者基拉·大和（民間人）作為駕駛。兩方交戰6小時後，海利歐波裡斯崩壞，成為碎石帶的塵土。
1月27日
由於大天使號是在出發前受到襲擊，因此處於物資不充足之急需補給狀態。在經過商討之後，終於決定前往聯合軍中一員歐亞聯邦之軍事衛星，擁有號稱「阿爾緹蜜斯之傘」之「阿爾緹蜜斯」。但大天使號之行動被克魯澤隊所預知，並在「阿爾緹蜜斯」前布下陷阱等待；在一番苦戰之下，成功使敵人受損後退的大天使號終於能夠進入「阿爾緹蜜斯」，但由於歐亞聯邦之竊視，大天使號不單未能得到補給，船上之成員還被看守起來，幾乎所有資料都受到複製，在不知可惜還是可喜的情況下，札夫特利用GAT-X207 電擊鋼彈攻入了「阿爾緹蜜斯」中，大天使號乘此機會出逃，「阿爾緹蜜斯」受創。
2月2日～2月3日
在“血色情人節”一周年紀念儀式前夕，與前往尤尼烏斯7號殘骸的追悼慰靈團同行的拉克絲·克萊因的乘船銀風遭到攻擊，後來在2月3日拉克絲·克萊因被在碎石帶中尋找可用資源的大天使號給搭救)。
2月7日～2月8日
大天使號試圖與第8艦隊先遣隊合流，但先遣隊被克魯澤隊殲滅。與先遣隊同行的大西洋聯邦阿斯達事務次官死亡。
之後基拉·大和私自將拉克絲·克萊因交回札夫特。
2月11日
大天使號在與第8艦隊會合前受到克魯澤隊的決鬥鋼彈等人襲擊，在這次戰鬥煌初次發動SEED擊退決鬥鋼彈，大天使號與哈爾巴頓準將的第8艦隊正式會合
2月13日
與第8艦隊合流的大天使號試圖降落到地球上，但遭到克魯澤隊的追擊。為了掩護大天使號，第8艦隊被殲滅。在議會重新商討“沃洛波羅斯作戰”的壓力下，札多強化了非洲戰線的軍力。同時維多利亞宇宙港在「第二次維多利亞攻防戰」被札夫特給攻佔。
2月14日
在P.L.A.N.T.舉行了“血腥情人節”追悼儀式，這時傳來維多利亞陷落的捷報。
同日大天使號降落到位於札多勢力範圍內的非洲共同體內的利比亞沙漠（原本的目的地為地球軍基地阿拉斯加，卻為了保護攻擊鋼彈而偏離軌道）。
2月28日
巴爾特菲爾德隊追擊大天使號失敗，巴爾特菲爾德隊被殲滅。
3月15日
大天使號到達麻六甲海峽，與等在那裏的札多部隊交戰。薩拉小隊由於潛水空母發生故障，並未參與戰鬥。大天使號雖未受到致命的損害，但多處中彈受損。
3月23日
大天使號抵達歐普近海，並遭到薩拉小隊的追擊。由於在麻六甲的中彈受損而陷入苦戰的大天使號偽裝墜落以進入歐普領海，在歐普的淤能碁呂島入港。
3月25日
歐普提出以作業系統開發及攻擊鋼彈的戰鬥資料以作為大天使號及攻擊鋼彈的補給交換條件，而大天使號方面亦答應此條件。因此，煌·大和在淤能碁呂島的地下基地協助開發“MBF-M1 M1異端式”（M1 Astray）。並為M1異端式開發一套完整的作業系統給自然人駕駛者。
4月1日
P.L.A.N.T.評議會舉行議長選舉，派屈克·薩拉就任議長，並表明了強硬路線，在議會提出了“沃洛波羅斯作戰”的強化案“Spit Break作戰”，同日獲得表決通過。但是，此時所提出的作戰目標為巴拿馬。
4月15日
大天使號自歐普出航，其後遭到薩拉小隊的追擊。尼哥路·亞瑪路芙戰死。
4月17日
薩拉小隊在馬紹爾群島攻擊大天使號，全力來襲的薩拉小隊和大天使號兩敗俱傷。托路·基利比戰死，基拉·大和行蹤不明；另外，迪安卡·艾斯曼成為俘虜。在經過簡單修理後，雖然可再次航行，但札夫特也有援軍到來，大天使號只能放棄搜索攻擊鋼彈，並向歐普發出求援信號後繼續向阿拉斯加進發。
4月21日
基拉·大和被馬爾奇奧導師秘密帶到P.L.A.N.T.阿普利留斯市的克萊因邸。
5月1日
馬爾奇奧導師向P.L.A.N.T.評議會提出《奧爾巴尼讓步案》，但遭到否決。
5月2日
大天使號到達阿拉斯加的約書亞。阿斯蘭自克魯澤隊轉屬，從卡奔塔利亞基地出發回國。
5月5
瑪琉·拉米亞斯出席查問會。
同日Spit Break作戰發動：但因攻擊目標的變更，所以從發令到實際攻擊開始，時間長達72小時。期間，拉克絲·克萊因將自由高達託付給基拉·大和（自由高達強奪事件）。
5月8日
穆·拉·福拉卡、蘭達露·巴芝露與佩莉·亞斯達因轉屬命令而離開大天使號。Spit Break作戰第一波攻擊部隊抵達阿拉斯加，作戰開始。佩莉·亞斯達被拉烏·魯·克魯澤俘虜。基拉·大和駕駛自由高達介入阿拉斯加的戰鬥。聯合軍啟動了“獨眼巨人”系統，阿拉斯加基地被毀。此時，聯合軍首腦群極秘密地乘坐潛水艇脫逃。對於約書亞的被毀，對民間的報導內容是「札多使用新型的大型破壞武器」。歐亞聯邦、東亞共和國對阿拉斯加作戰表示了不滿，與大西洋聯邦之間漸生嫌隙。
5月15日前（8日至15日）
克鲁泽队重组，阿斯兰和伊扎克的同期同学兼旧友志保·哈尼夫斯作为红衣精英加入克鲁泽队。
5月15日
大天使號脫離聯合，泊於歐普進行修理。
5月17日
阿斯蘭·薩拉受領正義高達，降落到地球上。
5月25日
札多攻擊巴拿馬基地，並使用超級武器Gungnir系統。巴拿馬宇宙港被破壞。另外，聯合軍在這場戰鬥中首次將量產型MS GAT-01 攻擊刃（Strike Dagger）投入實戰。為了這場戰鬥，札多特地縮小了非洲戰線，自直布羅陀基地導入大量兵力。
6月13日
大西洋聯邦第4海上艦隊南下，要求歐普阿斯哈代表辭職、議會立刻解散並放棄武力，並給予歐普48小時的考慮時間。
6月14日
卡瑟·巴斯卡克等11人離開大天使號。阿斯蘭·薩拉在馬紹爾群島的小島上與馬爾奇奧導師會面。由於阿斯哈代表拒絕了大西洋聯邦的要求，大西洋聯邦遂發動了“歐普解放戰”。聯合軍新型GAT－X系列機體瘟神高達、禁斷高達和獵殺高達初次投入實戰；而歐普秘密開發的MS“M1迷惘高達”同樣初次投入了實戰。阿斯蘭·薩拉駕駛正義高達介入了戰鬥。基拉與阿斯蘭再次相逢。
6月16日
阿斯哈代表懷著戰敗的覺悟，讓大天使號與草薙號向宇宙脫離，並與曙光社、輝夜以及淤能碁呂島的地下軍事設施共同自爆。由歐普下議院所選舉出來的臨時政府接受了大西洋聯邦的勸降通告，歐普成為大西洋聯邦的保護國。
6月18日
草薙號在軌道上的船體各部份進行大氣圈外的接合，與大天使號一起向L4開始移動。
以歐亞聯邦為主力的聯合軍發動“第三次維多利亞攻防戰”，進攻札多佔領下的維多利亞基地。由於突擊達加的大量投入及阿拉斯加戰役之後札多地上軍的弱化，戰局向有利於聯合的方向發展。數種突擊達加的衍生機體和新型試作機等也投入了戰鬥，進行實戰評價。
6月20日
蘭達露·巴芝露就任大天使級二號艦“主天使號”的艦長。
6月25日
維多利亞宇宙港陷落，自爆裝置也在啟動前一刻被突入的特殊部隊阻止。
在被聯合軍奪回後，維多利亞就成為聯合的主力宇宙港。
6月26日
伴隨著維多利亞的陷落，P.L.A.N.T.評議會宣佈加強宇宙戰力。
6月30日
大天使號到達L4的衛星“孟德爾”。
7月1日
阿斯蘭·薩拉回到P.L.A.N.T.與父親見面。拉克絲·克萊因與安德魯·包撲菲杜一起奪取了新造戰艦“FFMH-Y1001 永恆號”（Eternal）。其後7月5日，“永恆號”到達孟德爾，與大天使號及草薙號合流。
7月7日
克魯澤隊接受了追擊“永恆號”的任務，到達L4。
7月12日
主天使號在孟德爾與大天使號展開戰鬥。基拉·大和、穆·拉·福拉卡與拉烏·魯·克魯澤在孟德爾內部碰面，基拉·大和得知了自己出生的秘密。佩莉·亞斯達帶著“中子干擾調解器”的設計圖到達主天使號。克魯澤隊納斯卡級戰艦“威薩利烏斯號”被擊沉，艦長亞迪斯戰死。其後，以拉克絲·克萊因為中心的“永恆號”及以下船艦，在與歐普殘黨、P.L.A.N.T.的舊克萊因派、聯合的和平派等取得聯絡的同時，還為和平及早日結束戰爭而奮鬥。在馬爾奇奧導師的努力下，“永恆號”一行獲得回收業組織等的支援，得以轉戰各地。
7月16日
聯合首腦會議秘密通過決議，決定開始開發搭載“中子干擾調解器”的核彈，並編成“維和隊”。被俘虜的佩莉·亞斯達因順利逃脫且帶回“重大而有益”的情報而得到晉升，被配屬於主天使號。
7月24日
地球聯合軍發動“第二次卡薩布蘭卡海戰”，進攻直布羅陀基地，札多放棄直布羅陀，開始從歐洲撤退。
8月8日
地球聯合軍發動以攻擊卡奔塔利亞基地為最終目標的“八八作戰”。地球聯合軍對大洋洲聯合的攻擊日趨激烈。地球聯合軍將自維多利亞基地送上軌道的MS部隊降下，與來自澳洲內陸的地上部隊及太平洋艦隊以澳洲東、北岸為目標進行夾擊。自此時起，MS、人員、物資從維多利亞宇宙港陸續抵達月球。開始流傳將要發生大作戰的流言。
9月11日
地球聯合軍司令部以攻擊P.L.A.N.T.本國為最終目標的“艾爾維斯作戰”發動，極秘密地從各方面集結戰力。
9月23日
地球聯合軍發動“博亞茲攻略戰”，由於維和隊所進行的核攻擊，博亞茲陷落。
9月26日
地球聯合軍發動“第二次雅金·杜埃攻防戰”，對P.L.A.N.T.本國進行的核攻擊被前來介入的拉克絲等人所阻止。札多使用“創世紀”，第1次發射擊毀了聯合軍40%以上的戰力。
9月27日
“創世紀”第2次發射，將兼負補給任務的第2波攻擊部隊全滅，並摧毀月面的托勒密基地。主天使號被擊沉。穆·拉·福拉卡、蘭達露·巴芝露、“蓝色宇宙”的总帅穆達·阿茲萊爾、佩莉·亞斯達與拉烏·魯·克魯澤戰死（其後的《SEED DESTINY》中，穆·拉·福拉卡經過洗腦後以尼歐·羅安那克再次登場）。派屈克·薩拉被部下擊斃。雅金·杜威自爆，而“創世紀”也由於進入其內部的正義高達的自爆而被破壞。
同日被抵抗組織救出的愛琳·卡納巴等舊克萊因派議員向地球聯合軍提出停戰要求。雅金·杜威攻防战的第二次战役后，地球聯合軍和扎夫特军停火。
11月
南美洲独立战争。
72年
3月10日
地球聯合軍與P.L.A.N.T.臨時評議會在“尤尼烏斯7號”的遺跡上空締結了停戰條約（尤尼乌斯条约），标志着血染情人节战争的结束。條約規定禁止MS使用核引擎及反中子干擾器，禁止海市蜃樓技術用於軍事途徑，還對MS的保有數進行了限制。而被大西洋聯邦吞併的南美合眾國恢復獨立，恢复歐普的独立主權；札夫特（ZAFT）將高雄基地返還給東亞共和國以及撤出卡奔塔利亚基地和直布羅陀基地以外的地上據點。

### 73年之後
73年
10月2日前
伊扎克、迪安卡、志保归队。焦耳队成立，队长是伊扎克·焦耳，副官是迪安卡·艾斯曼，志保·哈尼夫斯是精英小队的队长，配属战舰是伏尔泰号和卢梭号。
10月2日
成為歐普的代表首長的卡佳里·尤拉·阿斯哈在化名為亞歷士·帝諾的阿斯蘭·薩拉陪同下來到P.L.A.N.T.位於L4的宇宙殖民地“Armory One”（軍火庫一號），與P.L.A.N.T.最高評議會議長吉伯特·杜蘭朵進行秘密會談。會談期間，軍火庫一號札多新G系列被強奪事件發生（第一军械库奇袭），真·飛鳥駕駛“脈衝鋼彈”第一次出擊，大地鋼彈、深淵高達（Abyss）、混沌鋼彈（Chaos）三台新型機被所屬不明的部隊（Bogey One）奪走。軍火庫一號及其港口受損，卡佳里受輕傷。札多新型宇宙戰艦LHM-BB01 智慧女神號（Minerva），載著戴蘭達議長以及卡佳里、阿斯蘭開始追蹤Bogey One。
10月3日
P.L.A.N.T.方面，偵測到了尤尼烏斯七號往地球方向移動的消息，杜蘭朵議長下達了智慧女神號前往執行破壞任務；地球方面，得知了尤尼烏斯七號即將落下的消息而發布了緊急避難命令，理法（Logos）領導人吉普列則在一處冷眼看待。
扎夫特軍在尤尼烏斯七號執行破壞任務。不清楚狀況而插手的不明艦一部隊、神秘的基恩部隊、焦耳隊與智慧女神號部隊爆發了大混戰。途中，焦耳小隊成功的分裂了大半部分殘骸，但仍有一半往地球墜落。不明艦及焦耳隊因接近空降臨界點而返航，智慧女神號決定要空降地球，並且途中以陽離子破壞砲繼續摧毀殘骸，但終究無法完全破壞殘骸。阿斯蘭與真無法歸艦，只能直接降落地球。
在地球，拉克絲·克萊因帶領著一群小孩避難，煌·大和在海岸邊看著巨大火球落入大氣層。
10月3日後
尤尼烏斯7號墜落地球事件發生，世界各地如巴黎、上海及希臘等遭到了墜落的尤尼烏斯七號的嚴重破壞，流離失所與死傷的人數無法估計。先行返回P.L.A.N.T.的杜蘭朵議長則發表了緊急談話，並且給予地球莫大的援助。但在「藍色宇宙」的情報操作下，基恩在尤尼烏斯七號上的活動被公開，帶給地球一片騷動。
真與阿斯蘭突破大氣層後，與智慧女神號會合。在卡佳里的建議下，智慧女神號開往了歐普。
歐普政府中，以賽蘭家為首的親地球派佔了上風，使卡佳里形同傀儡。阿斯蘭與煌交談。
阿斯蘭決定前往P.L.A.N.T.盡一份心力。
面對地球聯合軍的進逼，P.L.A.N.T.也下達了紅色警戒，第二次血腥情人節戰爭再次爆發。就在此時，聯合軍居然以核彈向殖民地進行突襲，P.L.A.N.T.早有預防，以新型磁共振設備化解了危機。
杜蘭朵議長以「行使自衛權」為由，進行大量增援地球札夫特軍隊的方案。
緊急離港的智慧女神號，被埋伏的地球聯合軍偷襲。
烏那特逼迫卡佳里與其子尤納·羅馬·聖蘭進行政治聯姻，以利聖蘭家全面掌握歐普政權。
一群調整者的特種部隊潛入暗殺，目標是拉克絲。眾人逃進防空洞之後又被MS--UMF/SSO-3 亞修攻擊。在安德魯的勸告下，拉克絲打開了艙門，煌再次駕駛自由鋼彈。掃平了特種部隊的MS，特種部隊的MS部隊以自爆了結。
煌與瑪琉開啟沉睡在歐普海底的大天使號，並將卡佳里綁走。在歐普軍官特達軋上校的迴讓下，大天使號開出了領海。
智慧女神號受命自卡奔塔利亞基地出發，向西北前往直布羅陀。離開卡奔塔利亞基地沒多久，於印度洋上的蘇門答臘近海遭遇遭遇「幻痛」的尼歐率領的聯合軍MS攻擊，印度洋攻防戰展開，真·飛鳥在與蓋亞鋼彈交戰中意外發現了正在建設中的印度洋前線基地，同時目擊大量當地居民被聯合軍以暴力強徵為建設基地的苦力，試圖逃走的勞工慘遭射殺。最終駐守MS部隊的全滅迫使「幻痛」撤退，真·飛鳥破壞了基地並解放了當地民眾。隨後智慧女神號前往札夫特攻略蘇伊士運河的前線，位於波斯灣的瑪哈姆爾基地。
智慧女神號到了蘇伊士附近的札夫特基地瑪哈姆爾基地並得知，為了孤立聯合軍的蘇伊士基地，亟需拔除地球軍的戰略據點是位於中東地區的喀爾納罕基地。該基地不但建設於易守難攻的山嶽內部，唯一通道的溪谷盡頭還設置有巨大陽電子砲「羅安格林」以及裝備了陽電子反射器的新型巨大MA傑爾茲克防守著，被稱為「羅安格林關卡」。喀爾納罕基地攻防戰展開，最後札夫特軍在喀爾納罕摧毀了聯合軍的新型MA及羅安格林砲，獲得了空前的勝利。隨後智慧女神號前往黑海沿岸都市迪歐基亞的札夫特基地。
智慧女神號通過馬爾馬拉海，進入達達雷海峽後即與聯合軍同歐普軍組成的聯合艦隊展開激戰，達達雷海峽之戰爆發。就在智慧女神號正要向歐普軍的護衛艦群發射陽電子砲的寸刻之前，自由鋼彈突然介入破壞其砲身，接著對三方展開無差別攻擊，並間接造成智慧女神號的新隊員海涅·威斯坦弗斯駕駛的古夫烈焰型慘遭蓋亞鋼彈腰斬。脈衝鋼彈亦在自由鋼彈的強襲下失去右手。
退回馬爾馬拉海港口進行維修、補給作業的智慧女神號，突然偵測到蓋亞鋼彈單機前往聯合軍培養強化人的中心「盧西尼亞實驗室」。 脈衝鋼彈和救星鋼彈隨即出動，一番交手後本機成功壓制了蓋亞鋼彈並俘虜其駕駛員史黛菈·路歇。
克里特外海戰：智慧女神號於克里特島附近海域再度遭到聯合與歐普同盟軍圍攻，中途自由鋼彈和大天使號再次介入。數量上處於絕對劣勢的智慧女神號面對機海戰術以及歐普軍的自殺式特攻逐漸支持不住，不但船體受損嚴重，瞬發型薩克幽靈和砲擊型薩克戰士受到重創，露娜瑪麗亞·霍克亦身受重傷。真·飛鳥SEED覺醒，漂亮地閃避了自由鋼彈的攻擊，隨後擊破深淵鋼彈。真·飛鳥以單機之姿殲滅歐普軍艦隊，並完全擊沉其旗艦建御雷號，拯救了智慧女神號。
為了剷除歐亞聯邦西側的札夫特勢力及當地的反聯合氣燄，理法命令「幻痛」以新型的巨大MS—破滅鋼彈為主力，摧毀三個城市後繼續侵攻柏林，市民受到波及而傷亡慘重。即便是自由鋼彈也無法予之損傷，智慧女神號趕到後派遣脈衝鋼彈迎擊。本機一出動即展現超級王牌的實力，迅速地突破破滅鋼彈的彈幕並切開其駕駛艙門。欲接續下一擊時，被尼歐·羅安那克的威達阻擋並告知破滅鋼彈上的駕駛員正是史黛菈·路歇，真·飛鳥震驚之中本機停止動作。真·飛鳥為了喚回史黛菈·路歇，以脈衝鋼彈本機攔阻了自由鋼彈的攻擊，接著以放下武裝的姿態靠近破滅鋼彈。看似將要成功之時，自由鋼彈的接近導致史黛菈再度暴走，破滅鋼彈突然再度做出準備砲擊的態勢。自由鋼彈趁隙破壞了破滅鋼彈即將發射的砲口，引發爆炸造成史黛菈·路歇傷重死亡，史稱柏林之戰。
74年
以札夫特為首的反理法同盟軍集結於直布羅陀基地後，緊接著包圍位於冰島的地球聯合軍最高司令部——天堂基地，要求交出戰犯‧理法盟主兼藍色宇宙新盟主的洛德·吉布列。然而地球軍理法派部隊無預警的奇襲，使天堂基地攻防戰(Operation Ragnarok)展開，並出動五機破滅鋼彈令同盟軍前鋒艦隊損失慘重。真·飛鳥搭乘命運鋼彈出擊，發揮強大的速度與攻擊力擊墜數機威達。接著單獨擊破兩機破滅鋼彈，並偕傳說鋼彈與脈衝鋼彈攜手攻擊打倒一機，最終攻破了天堂基地，同盟軍勝利。洛德·吉布列從冰島「天堂基地」成功逃亡至歐普
歐普因隱匿戰犯洛德·吉布列而遭到反理法同盟軍舉兵攻擊，歐普侵略戰(Operation Fury)爆發，歐普國防軍在卡佳里·由拉·阿斯哈駕駛曉歸來後的率領下頑強抵抗。亟欲打垮歐普的真·飛鳥駕駛命運鋼彈出擊，迅速擊破數機村雨並完全壓制曉，然而最後一擊卻被突然空降下來的攻擊自由鋼彈阻撓，本機與之激鬥。隨著戰事陷入膠著，智慧女神號推進前線參戰，命雷·札·巴雷爾駕駛傳說鋼彈出擊支援本機。然而命運鋼彈疑似因動力機關Hyper Duetrion發生某種錯誤，無法充電導致殘餘能量低下，一度撤退歸艦。真·飛鳥在機體補給完成後回到戰場與傳說鋼彈一同圍攻攻擊自由鋼彈，正當真將要擊墜攻擊自由鋼彈時，突遭阿斯蘭·薩拉駕駛的無限正義鋼彈介入。曾被自己殺死的對象卻接連現身，真驚愕不已，又被阿斯蘭的勸誘所動搖，命運鋼彈右手腕遭到無限正義鋼彈切斷。最終由於洛德·吉布列成功逃往宇宙，失去了大義名分的同盟軍撤退。
75年
P.L.A.N.T.、奥布以及大西洋联邦一同成立了以拉克丝为首的和平监察组织Compass“羅盤”，这个时期刚刚成立的“羅盤”也敲定了与新兴国家“Foundation”的战略合作（对“蓝色宇宙”的残余势力进行歼灭作战），然而令人没想到的是这个合作计划实际上是一个陷阱，“Foundation”的真实目的是对反对“命运计划”的人实施报复并重启该计划，为此“Foundatiin”的人不惜绑架拉克丝并且勾结P.L.A.N.T.内部的反对势力以及重新修复被摧毁的轨道激光炮“镇魂曲”攻击反对的各方势力。在追击途中大天使号被击沉，隶属于“羅盤”的飞升自由高达（驾驶员基拉）、不朽正义高达（驾驶员真·飞鸟）以及4架强人奔流当中的3架受到重创（希尔达·哈肯幸存，赫伯特和马斯阵亡，阿格尼丝叛变），幸存的众人被阿斯兰驾驶的红色魔蟹（内藏无限正义高达）以及“Compass”的千禧年号战舰解救回奥布并准备解救拉克丝的作战。与此同时在P.L.A.N.T.内部，伊扎克·焦耳、志保·哈尼夫斯、迪亚卡等人发现了激进派要发动武装政变的苗头，于是他们护卫着评议会高层登上永恒号并携带刚刚完成改造的迅雷决斗高达、闪电暴风高达逃往宇宙跟千禧年号、草雉号汇合，参与对“Foundation”的最终决战。

### 外部連結
- MSL Gundam Seed主題站 SEED年表